# 2600 Lumme
2600 Lumme је астероид главног астероидног појаса чија средња удаљеност од Сунца износи 3,014 астрономских јединица (АЈ).
Апсолутна магнитуда астероида је 11,4.